# Léonard Morel-Ladeuil
Léonard Morel-Ladeuil fue un orfebre y escultor francés, nacido el año 1820 en Clermont-Ferrand y fallecido el 15 de marzo de 1888.
Con ocasión de la inauguración de la estatua en bronce del general Desaix por Charles-François Lebœuf, llamado Nanteuil el 13 de agosto de 1848, el orfebre y escultor Léonard Morel-Ladeuil diseñó y presentó un gran medallón en fundición de bronce de 16,6 cm de diámetro y de un peso de 681 g con la efigie de Desaix y con las inscirpciones siguientes : « A DÉSAIX » « L'AUVERGNE 13 AOÛT 1848 » « L. Morel » « FONDERIE BARBIER ET DAUDRÉE ». Los medallones fueron puestos a disposición del autor de la estatua y distribuidos al final de la ceremonia a las personalidades presentes.

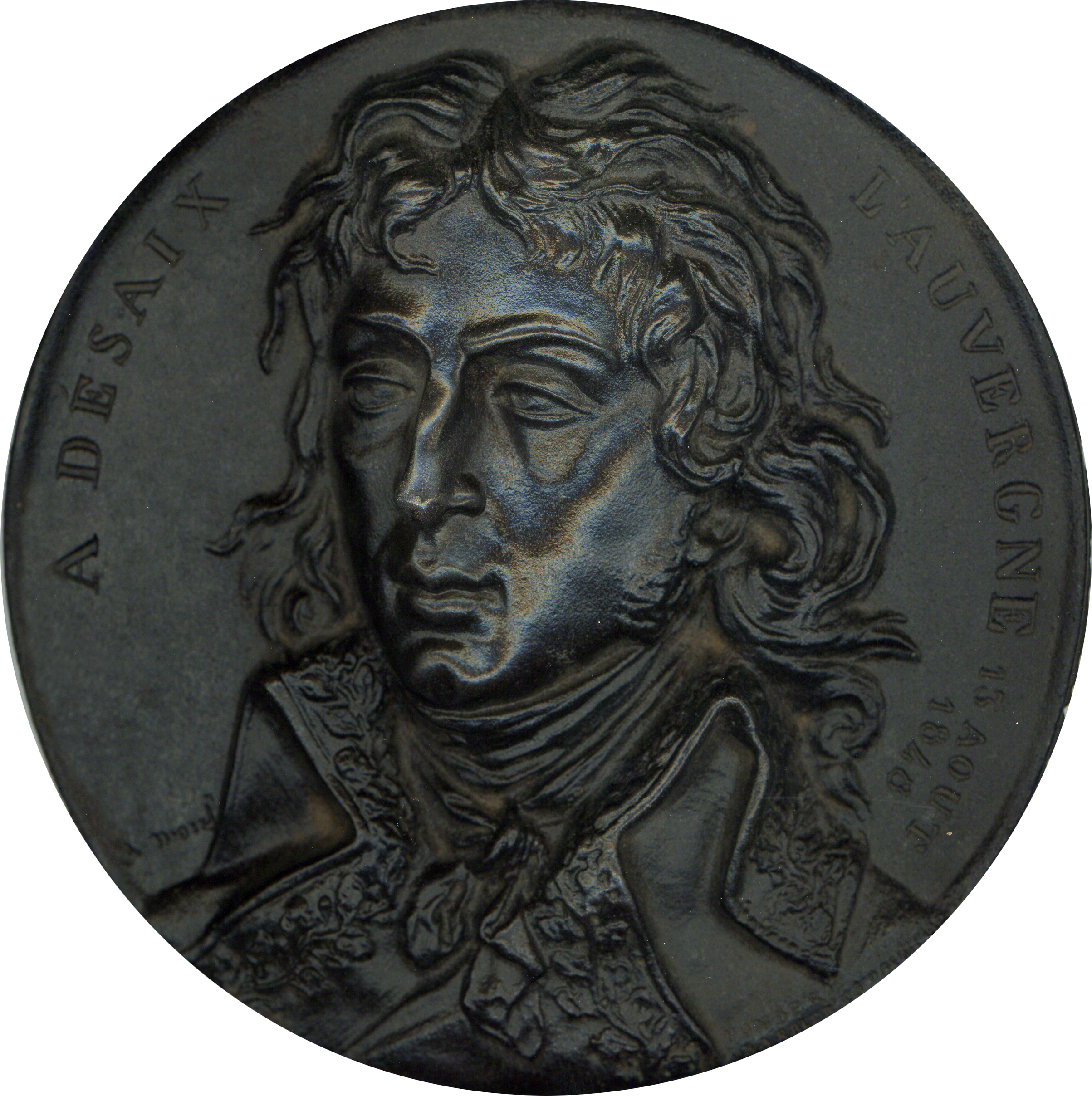